# Unas
Unas (također Unis, Uenis) bio je posljednji faraon 5. dinastije drevnog Egipta, koji je vladao od o. 2375. pr. Kr. - 2345. pr. Kr. Njegovo Horus ime bilo je Uadž-taui. Nakon njegove smrti njegov zet Teti osnovao je novu dinastiju, te je Unas bio štovan kao bog.
Ovaj je kralj poznat po svojoj piramidi u Sakari, koja je pak poznata po takozvanim Tekstovima piramida.

## Životopis
Porijeklo Unasa je nepoznato. On bi mogao biti sin Djedkare Isesija, svog prethodnika. Možda je bio general ili knez koji se uzdigao do slave. 
Kako god bilo, Unas je preuzeo krunu nakon Džedkarine smrti. Tijekom njegove su vladavine u Egipat dovedene egzotične životinje. Dogodila se i bitka, a bilo je i gladi. Strani trgovci dolazili su u Egipat.
Faraon je imao dvije supruge, Nebet i Kenut. Imao je samo jednog sina, koji je umro prije njega. Jedna od Unasovih kćeri bila je Iput, koja se udala za Tetija te mu tako omogućila da joj naslijedi oca. Preko nje je Unas bio djed Pepija I. Merire.
Unas je nakon smrti pokopan u piramidi u Sakari blizu Džozerove piramide. Njegova pogrebna komora ima strop oslikan tako da dočarava zvjezdano nebo.

## Djeca
| Ime               | Titula               |
| ----------------- | -------------------- |
| Unas-ank          | krunski princ Egipta |
| Iput I.           | kraljica Egipta      |
| Hemetra Hemi      | princeza Egipta      |
| Nefertkaues       | princeza Egipta      |
| Neferut           | princeza Egipta      |
| Kentkaues Starija | princeza Egipta      |

## Unas u mitologiji
Kralj Unas bio je štovan kao bog, a u svojoj je piramidi spomenut kao onaj koji ima čarobne moći. U Tekstovima piramida zapisano je:
"Moćni su otkucaji srca onoga koji boravi u svim bogovima, koji jede njihove iznutrice, i (tijela) onih (ljudi) koji dolaze puni magije s otoka vatre. ... Unis je taj koji se hrani ljudima. On živi od bogova. ... Ćerut ih ubija za njega. Horus komada žrtve za njega. On za njega reže ono što je u njihovu tijelu. ... Šezmu je taj koji ih siječe za Unisa. On ih kuha zajedno s drugim vrstama žita za popodnevni obrok. ... Oni koji su u nebu služe Unisu. Oni prinose njemu na žrtvu noge svojih žena."
Neki su smatrali da je postojao fanatični kanibalistički obred u kojem bi Unas doista jeo ljudsko meso.